# Leon (Sparta)
Leon (altgriechisch Λέων Léōn), der Sohn des Eurykratidas, war ein König von Sparta aus dem Haus der Agiaden.
Er und Agasikles, der spartanische König aus dem Hause der Eurypontiden, gewannen jede Schlacht, nur gegen Tegea unterlagen sie. Nach seinem Tod bestieg sein Sohn Anaxandridas II. den Thron. Dieser konnte schließlich die Tegeaten besiegen.